# Det Hvide Hus (Rusland)
 For alternative betydninger, se Det Hvide Hus (flertydig). (Se også artikler, som begynder med Det Hvide Hus)
Det Hvide Hus (russisk: Белый дом, tr. Belyj dom) officiel Regeringsbygningen i Den Russiske Føderation (russisk: Дом Правительства Российской Федерации, tr. Dom Pravitelstva Rossijskoj Federatsii) er en bygning i på bredden af Moskvafloden på Krasnopresnenskaja bryggen i Presnensky rajon, Centrale administrative okrug i Moskva i Rusland, der huser den russiske regering.

## Historie
Bygningen er designet af arkitekterne Dmitrij Tjetjulin og Pavel Sjteller. Opførelsen indledtes i 1965 og bygningen stod færdig i 1979. Bygningen husede Kongressen for Russiske SFSR og Øverste Sovjet. Indtil den Russiske forfatningskrise den 4. oktober 1993 husede bygningen Ruslands øverste sovjet. Folkelige protester førte til belejring og artilleribombardement af bygningen, der brød i brand.
Det reformerede parlament, der efter krisen ændrede navn til zartidens "duma", blev valgt i 1994, og flyttede til bygningen, der tidligere husede Sovjetunionens ministerråd i Okhotnyj Rjad i Tverskoj rajon, Centrale administrative okrug i Moskva.
Det renoverede Hvide Hus huser nu den russiske regering.